# Terras de Bouro
Terras de Bouro – miejscowość w Portugalii, leżąca w dystrykcie Braga, w regionie Północ w podregionie Cávado. 
Miejscowość jest siedzibą gminy o tej samej nazwie. 

## Demografia
| Liczba ludności gminy Terras de Bouro (1801–2011) | Liczba ludności gminy Terras de Bouro (1801–2011) | Liczba ludności gminy Terras de Bouro (1801–2011) | Liczba ludności gminy Terras de Bouro (1801–2011) | Liczba ludności gminy Terras de Bouro (1801–2011) | Liczba ludności gminy Terras de Bouro (1801–2011) | Liczba ludności gminy Terras de Bouro (1801–2011) | Liczba ludności gminy Terras de Bouro (1801–2011) | Liczba ludności gminy Terras de Bouro (1801–2011) | Liczba ludności gminy Terras de Bouro (1801–2011) |
| ------------------------------------------------- | ------------------------------------------------- | ------------------------------------------------- | ------------------------------------------------- | ------------------------------------------------- | ------------------------------------------------- | ------------------------------------------------- | ------------------------------------------------- | ------------------------------------------------- | ------------------------------------------------- |
| 1801                                              | 1849                                              | 1900                                              | 1930                                              | 1960                                              | 1981                                              | 1991                                              | 2001                                              | 2004                                              | 2011                                              |
| 4 091                                             | 5 615                                             | 8 436                                             | 10 206                                            | 11 762                                            | 10 131                                            | 9 406                                             | 8 350                                             | 7 955                                             | 7 253                                             |

## Sołectwa
Sołectwa gminy Terras de Bouro (ludność wg stanu na 2011 r.):
- Balança - 341 osób
- Brufe - 50 osób
- Campo do Gerês - 162 osoby
- Carvalheira - 386 osób
- Chamoim - 291 osób
- Chorense - 454 osoby
- Cibões - 371 osób
- Covide - 343 osoby
- Gondoriz - 295 osób
- Moimenta - 741 osób
- Monte - 126 osób
- Ribeira - 242 osoby
- Rio Caldo - 892 osoby
- Souto - 494 osoby
- Valdosende - 630 osób
- Vilar - 149 osób
- Vilar da Veiga - 1286 osób